# Hundsrügg
Hundsrügg är en bergstopp i Schweiz.   Den ligger i distriktet Obersimmental-Saanen och kantonen Bern, i den sydvästra delen av landet, 40 km söder om huvudstaden Bern. Toppen på Hundsrügg är 2 047 meter över havet, eller 403 meter över den omgivande terrängen. Bredden vid basen är 9,4 km.
Terrängen runt Hundsrügg är kuperad åt sydväst, men åt nordost är den bergig. Närmaste större samhälle är Saanen, 8,2 km söder om Hundsrügg. 
I omgivningarna runt Hundsrügg växer i huvudsak blandskog. Runt Hundsrügg är det ganska glesbefolkat, med 29 invånare per kvadratkilometer.